# Cycling Club Bourgas
Cycling Club Bourgas (bulgarisch Колоездачен Клуб Бургас) ist ein bulgarisches Radsportteam aus der Schwarzmeerstadt Burgas.
Die Mannschaft besaß zwischen 2006 und 2009 als einziges bulgarischer Radsportteam eine UCI-Lizenz als Continental Team und nahm hauptsächlich an Rennen der UCI Europe Tour im südosteuropäischen Raum teil. Sportliche Leiter sind Walentin Georgijew, Sdrawko Kanew, Dimitar Kanew, Franky Van Haesebreouck und Neno Kalatschew, der noch 2006 als Fahrer aktiv war, unterstützt wurde.
Der Radclub ist der Organisator des internationalen Radrennens Grand Prix Bourgas.

## Saison 2009

### Erfolge in der UCI Europe Tour
Bei den Rennen der UCI Europe Tour im Jahr 2009 gelangen dem Team nachstehende Erfolge.
| Datum        | Rennen                              | Kat. | Fahrer             |
| ------------ | ----------------------------------- | ---- | ------------------ |
| 12. April    | Grand Prix of Donetsk               | 1.2  | Mart Ojavee        |
| 25. April    | Beograd-Banja Luka I                | 1.2  | Normunds Lasis     |
| 29. Mai      | Tallinn-Tartu GP                    | 1.1  | Erki Pütsep        |
| 18.–21. Juni | Gesamtwertung Boucles de la Mayenne | 2.2  | Janek Tombak       |
| 9. August    | 3. Etappe Tour of Szeklerland       | 2.2  | Wladimir Kojew     |
| 9. September | 3. Etappe Tour of Bulgaria          | 2.2  | Martin Prázdnovský |

### Zugänge – Abgänge
| Zugänge                           | Team 2008                            | Abgänge                           | Team 2009          |
| --------------------------------- | ------------------------------------ | --------------------------------- | ------------------ |
| Erki Pütsep                       | Bouygues Télécom                     | Martin Jankow                     | Unbekannt          |
| Yohan Cauquil                     | Mitsubishi-Jartazi                   | Ahmed Metin                       | Unbekannt          |
| Janek Tombak                      | Mitsubishi-Jartazi                   | Miroslaw Mintschew                | Unbekannt          |
| Stefan Christow                   | Team Nippo-Endeka                    | Wladimir Timoschenko              | Unbekannt          |
| Pieter Ghyllebert                 | Topsport Vlaanderen                  | Jewgeni Gerganow (bis 30.06.)     | Hemus 1896-Troyan  |
| Martin Prázdnovský                | AC Sparta Praha                      | Wladimir Kojew (bis 30.06.)       | Hemus 1896-Troyan  |
| Normunds Lasis                    | Dynatek-Latvia                       | Stanislaw Minkow (bis 30.06.)     | Unbekannt          |
| Mart Ojavee                       | Rietumu Bank-Riga                    | Daniel Petrow (bis 30.06.)        | Hemus 1896-Troyan  |
| Zakkari Dempster                  | Southaustralia.com-AIS               | Russen Tenew Russew (bis 30.06.)  | Unbekannt          |
| Swetoslaw Tschanliew              | Ex-Profi (Cycling Club Bourgas 2006) | Swetoslaw Tschanliew (bis 30.06.) | Hemus 1896-Troyan  |
| Rob Woestenborghs                 | Neoprofi                             | Peter Panajotow (bis 31.07.)      | Heraklion-Nessebar |
| Matti Helminen (ab 01.07.)        | Palmans-Cras                         | Zakkari Dempster (bis 31.08.)     | Drapac Porsche     |
| Radoslaw Konstantinow (ab 01.07.) | Ex-Profi (Nesebar 2005)              |                                   |                    |
| Radostin Jordanow (ab 01.07.)     | Neoprofi                             |                                   |                    |
| Wanio Popow (ab 01.07.)           | Neoprofi                             |                                   |                    |

### Mannschaft
| Name                  | Geburtstag        | Nationalität | Team 2010                      |
| --------------------- | ----------------- | ------------ | ------------------------------ |
| Christomir Angelow    | 5. September 1987 | Bulgarien    | SK Dobrich 1905                |
| Yohan Cauquil         | 4. März 1985      | Frankreich   |                                |
| Stefan Christow       | 12. Juli 1985     | Bulgarien    | Brisa Spor                     |
| Pieter Ghyllebert     | 13. Juni 1982     | Belgien      | An Post-Sean Kelly Team        |
| Matti Helminen        | 14. August 1975   | Finnland     | PWC-Alliplast                  |
| Peter Jewstatijew     | 26. Februar 1987  | Bulgarien    |                                |
| Radostin Jordanow     | 1. November 1990  | Bulgarien    |                                |
| Radoslaw Konstantinow | 31. Oktober 1983  | Bulgarien    |                                |
| Normunds Lasis        | 25. Februar 1985  | Lettland     |                                |
| Mart Ojavee           | 9. November 1981  | Estland      | CKT-Champion System            |
| Jewgeni Panajotow     | 10. Januar 1989   | Bulgarien    |                                |
| Wanio Popow           | 11. Juni 1990     | Bulgarien    |                                |
| Martin Prázdnovský    | 22. Oktober 1975  | Slowakei     |                                |
| Erki Pütsep           | 23. Mai 1976      | Estland      | Meridiana-Kalev Chocolate Team |
| Janek Tombak          | 22. Juli 1976     | Estland      | Karriereende                   |
| Rob Woestenborghs     | 30. August 1976   | Belgien      |                                |

## Platzierungen in UCI-Ranglisten
UCI Africa Tour
| Saison | Mannschaftswertung | Fahrerwertung     |
| ------ | ------------------ | ----------------- |
| 2009   | 15.                | Mart Ojavee (83.) |

UCI Europe Tour
| Saison | Mannschaftswertung | Fahrerwertung      |
| ------ | ------------------ | ------------------ |
| 2009   | 32.                | Janek Tombak (96.) |